# Conus woolseyi
Conus woolseyi é uma espécie de gastrópode do gênero Conus, pertencente a família Conidae.